# Rio Bahluieț
O Rio Bahluieţ é um rio da Romênia afluente do rio Bahlui, localizado no distrito de Iaşi.